# プジョー・107
107はプジョーが製造・販売していた自動車である。

## 概要
107はPSA・プジョーシトロエンとトヨタ自動車の合弁会社である、トヨタ・プジョー・シトロエン・オートモービルによって開発された。乗車定員は4名であり全長3.5m以下の3もしくは5ドアのハッチバックである。2005年夏よりヨーロッパで販売が始まった。107は2003年の終わりまで12年間製造された106の後継車であるが、サイズは106と比べ全高を除き小さくなっている。
初代シトロエン・C1（以下C1）と初代トヨタ・アイゴ（以下アイゴ）は兄弟車である。3車はチェコのコーリンにある工場で製造された。
2014年3月を以って販売終了となった。後継車種は2代目アイゴと2代目C1と兄弟関係を持つ108となる。

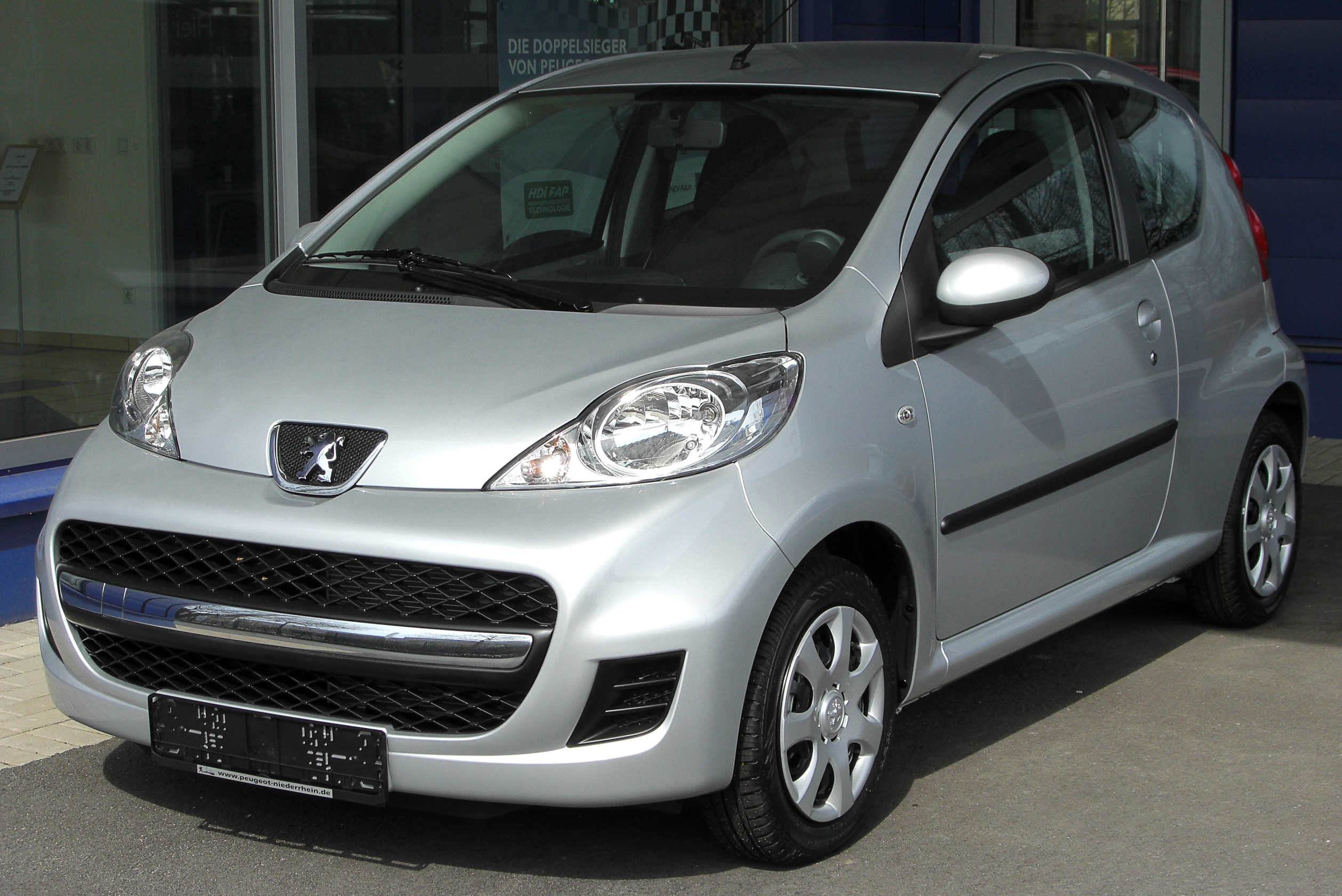
中期型 フロント
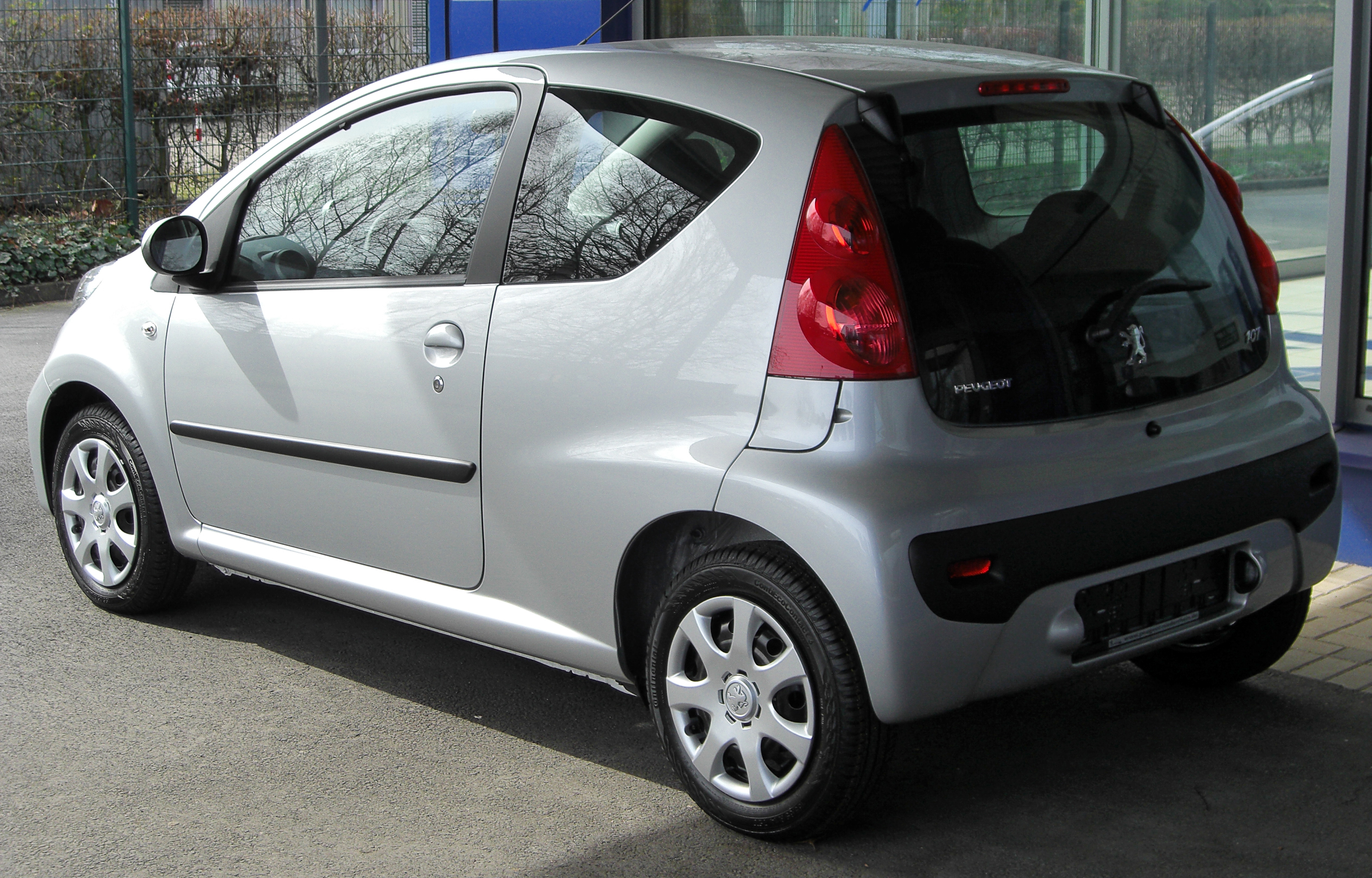
中期型 リア
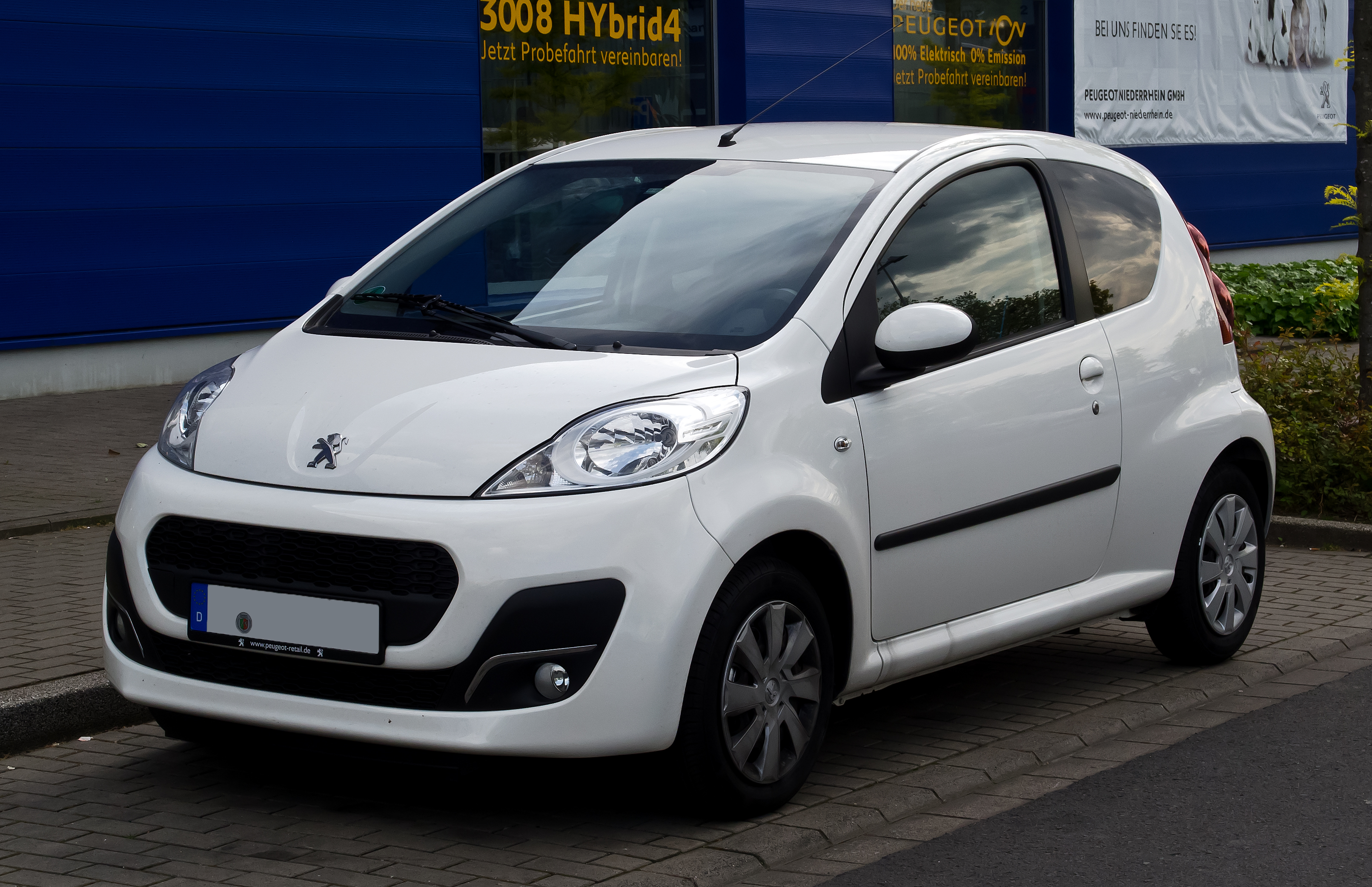
後期型 フロント
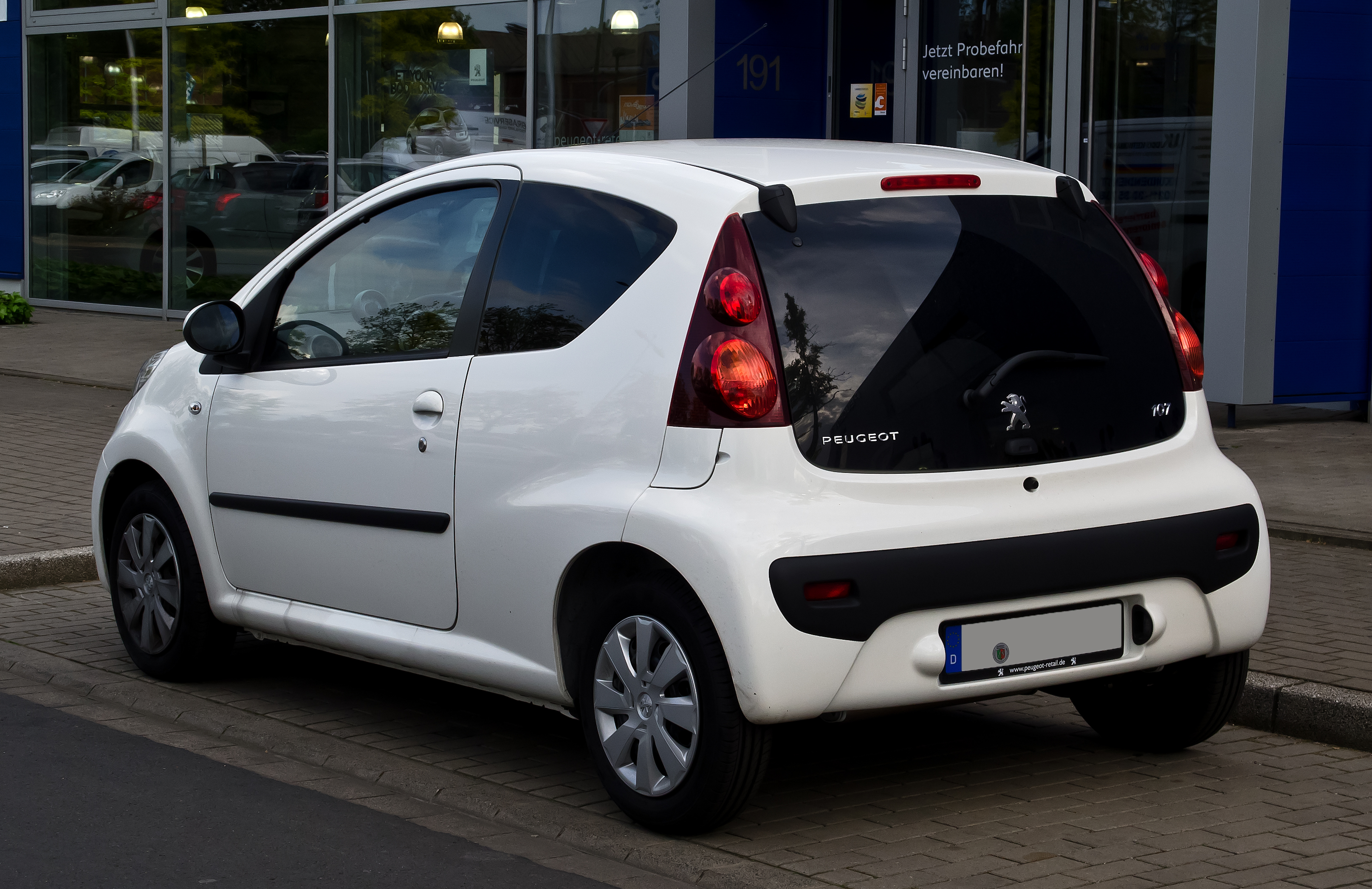
後期型 リア